# Sint-Elooisprijs 1964
De 10e editie van de Belgische wielerwedstrijd Sint-Elooisprijs werd verreden op 2 juli 1964. De start en finish vonden plaats in Ruddervoorde. De winnaar was Noël Foré, gevolgd door Norbert Coreelman en Hugo De Thaey.

## Uitslag
| Sint-Elooisprijs 1964 |                       |                          |        |
| Plaats                | Naam                  | Ploeg                    | Tijd   |
| Winnaar               | Noël Foré             | Flandria-Roméo           | 3u 38' |
| 2                     | Norbert Coreelman     | Labo-Dr. Mann            | 1"     |
| 3                     | Hugo De Thaey         | Solo-Superia             | 1' 15" |
| 4                     | Norbert Kerckhove     | Labo-Dr. Mann            | z.t.   |
| 5                     | Luc Delefortrie       | geen                     | z.t.   |
| 6                     | Daniel Andries        | Flandria-Roméo           | z.t.   |
| 7                     | André Noyelle         | Labo-Dr. Mann            | z.t.   |
| 8                     | Jacques Bels          | Libertas                 | z.t.   |
| 9                     | Romain Van Wynsberghe | Pelforth-Sauvage-Lejeune | z.t.   |
| 10                    | Daniel Carpentier     | Terrot-Leroux            | z.t.   |

1952 · 1953 · 1954 · 1955 · 1956 · 1957 · 1958 · 1959 · 1960 · 1961 · 1962 · 1963 · 1964 · 1965 · 1966 · 1967 · 1968 · 1969 · 1970 · 1971 · 1972 · 1973 · 1974 · 1975 · 1976 · 1977 · 1978 · 1979 · 1980 · 1981 · 1982 · 1983 · 1984 · 1985 · 1986 · 1987 · 1988 · 1989 · 1990 · 1991 · 1992 · 1993 · 1994 · 1995 · 1996 · 1997 · 1998 · 1999 · 2000 · 2001 · 2002 · 2003 · 2004 · 2005 · 2006 · 2007 · 2008 · 2009 · 2010 · 2011 · 2012 · 2013 · 2014 · 2015 · 2016 · 2017 · 2018 · 2019 · 2020 · 2021 · 2022